# Habemus papam

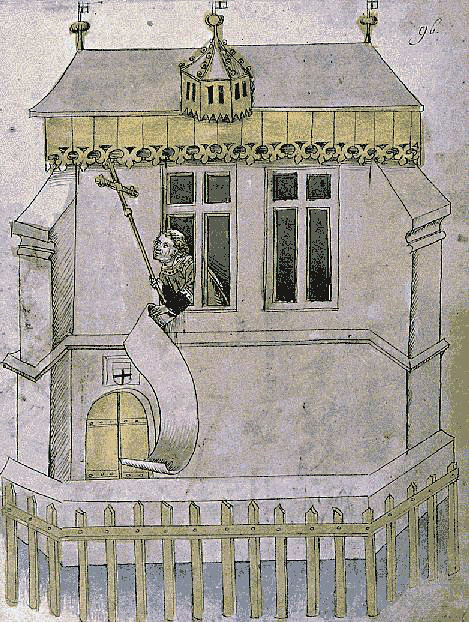
Habemus papam en el Concilio de Constanza.

Habemus papam («tenemos papa») es el anuncio en latín con que el cardenal protodiácono informa al pueblo de que un nuevo papa ha sido elegido.
El anuncio se hace desde el balcón central de la basílica de San Pedro en la Ciudad del Vaticano. Después del anuncio, el nuevo papa, si lo cree oportuno, se presenta a la gente, pronuncia su primer discurso al mundo después del cónclave —normalmente apenas unas frases improvisadas en italiano, asumiendo su papel de obispo de Roma— e imparte solemnemente su primera bendición apostólica urbi et orbi.

## Fórmula del anuncio
Annuntio vobis gaudium magnum:
Habemus Papam;
Eminentissimum ac reverendissimum Dominum,
Dominum [prænomen accusatiuum] Sanctæ Romanæ Ecclesiæ Cardinalem [nomen],
qui sibi nomen imposuit [nomen pontificale].
Les anuncio un gran gozo:
¡Tenemos papa!
El eminentísimo y reverendísimo señor,
Don [nombre], cardenal de la Santa Iglesia Romana [apellido],
quien se ha impuesto el nombre [de] [nombre papal].

El habemus papam dado por el cardenal chileno Jorge Medina el 19 de abril de 2005 para anunciar la elección de Benedicto XVI fue precedido por un saludo en cinco idiomas:

Fratelli e sorelle carissimi (italiano).
Queridísimos hermanos y hermanas (español).
Bien chers frères et sœurs (francés).
Liebe Brüder und Schwestern (alemán).
Dear brothers and sisters (inglés).

## Historia
El texto de la fórmula está parcialmente inspirado en el evangelio de san Lucas 2:10-11, el cual registra las palabras del ángel anunciando a los pastores el nacimiento del Mesías: 

Pero el ángel les dijo: “No tengáis miedo, porque os traigo una buena noticia que será motivo de gran alegría para todos: Hoy os ha nacido en el pueblo de David un salvador, que es el Mesías, el Señor.
San Lucas 2, 10-11.

Nótese que en la Vulgata, la traducción latina de la Biblia por san Jerónimo (c. 382), las palabras usadas son "Evangelizo vobis gaudium magnum", mientras que la palabra "annuntio" era usada en traducciones anteriores.
La adopción de esta fórmula data de la elección del papa Martín V (1417), quien fue elegido como nuevo pontífice por los cardenales y representantes de distintos países en el Concilio de Constanza. En este contexto, antes de Martín V, había tres reclamantes del trono papal: el antipapa Juan XXIII (quien había convocado el concilio y nombrado a la mayoría de los electores), el antipapa Benedicto XIII (el único en haber sido nombrado cardenal antes del Cisma de Occidente) y el papa Gregorio XII. Los primeros dos fueron depuestos por el propio Concilio, y Gregorio XII abdicó después de convocar formalmente al concilio y autorizar sus actos. El concilio eligió a un nuevo papa dos años después de que los dos primeros contendientes fueron depuestos y de la renuncia del tercero. El anuncio, por consiguiente, podría ser interpretado así: «(Por fin) tenemos papa (¡y solo uno!)». La adopción de la fórmula habemus papam tuvo lugar antes de 1484, año en que fue usada para anunciar la elección del papa Inocencio VIII.

## Anuncio de los nombres del nuevo pontífice
Al anunciar al pontífice elegido, se anuncia su primer nombre de nacimiento en latín en caso acusativo (por ejemplo, Eugenium, Angelum Iosephum, Ioannem Baptistam, Albinum, Carolum, Iosephum, Georgium Marium, Robertum Franciscum ) pero se da su apellido en su forma no declinada (por ej. Pacelli, Roncalli, Montini, Luciani, Wojtyła, Ratzinger, Bergoglio, Prevost). 
El nombre papal en latín se da unas veces declinado en genitivo, otras en acusativo. En el primer caso, es considerado como un complemento del nombre nomen, y corresponde a la traducción "quien se ha impuesto el nombre de..." (por ej. Ioannis Vigesimi Tertii, Ioannis Pauli Primi, etc.). En el segundo caso, es considerado como una aposición del complemento de objeto directo nomen, correspondiente a la traducción "quien se ha impuesto el nombre...", como ocurrió en 1963 y 2013 cuando los nombres papales de Pablo VI y de Francisco se anunciaron como Paulum Sextum y Franciscum respectivamente. Ambas formas tienen significados perfectamente equivalentes.
El numeral que sigue al nombre unas veces es anunciado, otras es omitido (por ejemplo, en el caso de Juan Pablo II).
Durante el anuncio de la elección del papa Benedicto XVI, el nombre papal fue declinado por el cardenal Medina en caso genitivo (dijo Benedicti decimi sexti), pero en el sitio web de la Santa Sede, la página que anuncia su elección con la copia de la fórmula del Habemus Papam consigna el nombre papal de Benedicto en acusativo (i.e., Benedictum XVI).
Si el nombre papal es usado por primera vez, el anuncio puede o no usar el numeral primero. En la elección de Juan Pablo I, el numeral primi (primero) fue usado (el cardenal Felici anunció el nombre papal como Ioannis Pauli primi), pero en la elección de Francisco no se indicó el numeral (el cardenal Tauran simplemente dio el nombre papal como Franciscum).
El numeral del nombre papal, si existe, puede ser omitido si el nombre papal es el mismo usado por su inmediato predecesor, como fue el caso en octubre de 1978 cuando el nombre papal de Juan Pablo II fue anunciado simplemente como Ioannis Pauli sin el numeral, ya que su inmediato predecesor fue Juan Pablo I. También ocurrió en 1939 cuando luego de su elección, el nombre papal de Pío XII fue anunciado como Pium, ya que su inmediato predecesor fue Pío XI. En el anuncio de la elección de Pío XII, su nombre papal fue declinado en acusativo como los anuncios posteriores de las elecciones de Pablo VI, Francisco y León XIV.
| Nombre y apellido secular | Nombre secular anunciado en latín (Nombre declinado en acusativo Apellido sin declinar) | Nombre papal  | Nombre papal anunciado en latín (genitivo/acusativo) | Numeral papal |
| ------------------------- | --------------------------------------------------------------------------------------- | ------------- | ---------------------------------------------------- | ------------- |
| Eugenio Pacelli           | Eugenium Pacelli                                                                        | Pío XII       | Pium                                                 | No mencionado |
| Angelo Giuseppe Roncalli  | Angelum Iosephum Roncalli                                                               | Juan XXIII    | Ioanni Vigesimi Tertii                               | Mencionado    |
| Giovanni Battista Montini | Ioannem Baptistam Montini                                                               | Pablo VI      | Paulum Sextum                                        | Mencionado    |
| Albino Luciani            | Albinum Luciani                                                                         | Juan Pablo I  | Ioannis Pauli Primi                                  | Mencionado    |
| Karol Wojtyła             | Carolum Wojtyła                                                                         | Juan Pablo II | Ioannis Pauli                                        | No mencionado |
| Joseph Ratzinger          | Iosephum Ratzinger                                                                      | Benedicto XVI | Benedicti Decimi Sexti                               | Mencionado    |
| Jorge Mario Bergoglio     | Georgium Marium Bergoglio                                                               | Francisco     | Franciscum                                           | No mencionado |
| Robert Francis Prevost    | Robertum Franciscum Prevost                                                             | León XIV      | Leonem Decimum Quartum                               | Mencionado    |

## Evolución de la fórmula
Desde su adopción, la fórmula "Habemus papam" no ha seguido un modelo estricto, sino que ha variado en forma considerable. Incluso con los papas más recientes se ha visto una evolución en los modos de hacer el anuncio aunque el texto ya esté más o menos prefijado, puesto que, como no es una celebración litúrgica como tal, no se encuentra definida en los Rituales Pontificales: así en este rito se han llegado a introducir recientemente un breve discurso, o se ha desechado el hábito coral completo, como en el caso del papa Francisco en 2013. Aun así, y aunque parece que la fórmula del anuncio está fijada, a lo largo de la historia ha habido variaciones de diversa índole hasta llegar a la fórmula actual, que tampoco está bien definida, como lo demuestra la declinación del nombre papal o el uso del numeral.
| Fecha                    | Cardenal Protodiácono          | Papa Electo                                     | Fórmula del anuncio |
| ------------------------ | ------------------------------ | ----------------------------------------------- | --- |
| 29 de agosto de 1484     | Francesco Piccolomini          | Giovanni Battista Cibo – electo Inocencio VIII  | Annuncio vobis gaudium magnum: Papam habemus. Reverendissimus Dominus cardinalis Melfictensis electus est in summum pontificem et elegit sibi nomen Innocentium Octavum                                                                                         |
| 1 de noviembre de 1503   | Raffaele Sansoni Riario        | Giuliano della Rovere – electo Julio II         | Papam habemus Reverendissimum Dominum Cardinalem Sancti Petri ad Vincula, qui vocatur Julius Secundus |
| 11 de marzo de 1513      | Alessandro Farnese             | Giovanni de Medici – electo Leon X              | Gaudium magnum nuntio vobis! Papam habemus, Reverendissimum Dominum Johannem de Medicis, Diaconum Cardinalem Sanctae Mariae in Domenica, qui vocatur Leo Decimus                                                                                                |
| 13 de octubre de 1534    | Innocenzo Cibo                 | Alessandro Farnese – electo Paulo III           | Annuncio vobis gaudium magnum: Papam habemus Reverendissimum Dominum Alexandrum Episcopum Hostiensem, Cardinalem de Farnesio nuncupatum, qui imposuit sibi nomen Paulus Tertius                                                                                 |
| 15 de septiembre de 1644 | Francesco Barberini            | Giovanni Battista Pamphili – electo Inocencio X | Annuncio vobis gaudium magnum, habemus Papam Eminentissimum et Reverendissimum Dominum Johannem Baptistum Pamphilium, qui sibi nomen imposuit Innocentium Decimum                                                                                               |
| 7 de abril de 1655       | Gian Giacomo Teodoro Trivulzio | Fabio Chigi – electo Alejandro VII              | Annuncio vobis gaudium magnum: Papam habemus Eminetissimum et Reverendissimum Dominum Fabium Sanctae Romanae Ecclesiae Presbyterum Cardinalem Chisium, qui elegit sibi nomen Alexandrum Septimum                                                                |
| 21 de septiembre de 1676 | Francesco Maidalchini          | Benedetto Odeschalchi – electo Inocencio XI     | Annuncio vobis gaudium magnum: Papam habemus Reverendissimum Benedictum Titulo Sancti Honufrii Cardinalem Odeschalcum, qui sibi nomen imposuit Innocentium Undecimum                                                                                            |
| 8 de mayo de 1721        | Benedetto Pamphili             | Michelangelo Conti – electo Inocencio XIII      | Annuncio vobis gaudium magnum: Papam habemus. Eminentissimum et Reverendissimum Dominum Michaelem Angelum Tituli Sanctorum Quirici et Iulitta Sanctae Romanae Ecclesiae Presbyterum Cardinalem de Comtibus, qui sibi nomen imposuit Innocentium Tertium Decimum |

## Protodiáconos que han dado el anuncio
La siguiente es la lista de los protodiáconos que han dado el anuncio Habemus Papam desde el año 1605.
| #           | Cardenal                        | Papa                                   | Año  |
| ----------- | ------------------------------- | -------------------------------------- | ---- |
| Siglo XVII  |                                 |                                        |      |
| 1           | Francesco Sforza di Santa Fiora | León XI                                | 1605 |
| 1           | Francesco Sforza di Santa Fiora | Paulo V                                | 1605 |
| 2           | Andrea Baroni Peretti Montalto  | Gregorio XV                            | 1621 |
| 3           | Alessandro d'Este               | Urbano VIII                            | 1623 |
| 4           | Francesco Barberini             | Inocencio X                            | 1644 |
| 5           | Gian Giacomo Teodoro Trivulzio  | Alejandro VII                          | 1655 |
| 6           | Rinaldo d'Este                  | Clemente IX                            | 1667 |
| 7           | Francesco Maidalchini           | Clemente X                             | 1670 |
| 7           | Francesco Maidalchini           | Inocencio XI                           | 1676 |
| 7           | Francesco Maidalchini           | Alejandro VIII                         | 1689 |
| 8           | Urbano Sacchetti                | Inocencio XII                          | 1691 |
| Siglo XVIII |                                 |                                        |      |
| 9           | Benedetto Pamphilj              | Clemente XI                            | 1700 |
| 9           | Benedetto Pamphilj              | Inocencio XIII                         | 1721 |
| 9           | Benedetto Pamphilj              | Benedicto XIII                         | 1724 |
| 10          | Lorenzo Altieri                 | Clemente XII                           | 1730 |
| 10          | Lorenzo Altieri                 | Benedicto XIV (por Carlo Maria Marini) | 1740 |
| 11          | Alessandro Albani               | Clemente XIII                          | 1758 |
| 11          | Alessandro Albani               | Clemente XIV                           | 1769 |
| 11          | Alessandro Albani               | Pío VI                                 | 1775 |
| Siglo XIX   |                                 |                                        |      |
| 12          | Antonio Doria Pamphili          | Pío VII                                | 1800 |
| 13          | Fabrizio Ruffo                  | León XII                               | 1823 |
| 12          | Giuseppe Albani                 | Pío VIII                               | 1829 |
| 12          | Giuseppe Albani                 | Gregorio XVI                           | 1831 |
| 14          | Tommaso Riario Sforza           | Pío IX                                 | 1846 |
| 15          | Prospero Caterini               | León XIII                              | 1878 |
| Siglo XX    |                                 |                                        |      |
| 16          | Luigi Macchi                    | Pío X                                  | 1903 |
| 17          | Francesco Salesio Della Volpe   | Benedicto XV                           | 1914 |
| 18          | Gaetano Bisleti                 | Pío XI                                 | 1922 |
| 19          | Camillo Caccia Dominioni        | Pío XII                                | 1939 |
| 20          | Nicola Canali                   | Juan XXIII                             | 1958 |
| 21          | Alfredo Ottaviani               | Pablo VI                               | 1963 |
| 22          | Pericle Felici                  | Juan Pablo I                           | 1978 |
| 22          | Pericle Felici                  | Juan Pablo II                          | 1978 |
| Siglo XXI   |                                 |                                        |      |
| 23          | Jorge Medina Estévez            | Benedicto XVI                          | 2005 |
| 24          | Jean-Louis Tauran               | Francisco                              | 2013 |
| 25          | Dominique Mamberti              | León XIV                               | 2025 |

- El cardenal chileno Jorge Medina fue el primer protodiácono no italiano y el primer americano en anunciar el habemus papam, tras la elección del papa Benedicto XVI en 2005.

## Grabaciones dehabemus papam
Camilo Caccia-Dominioni anunciando la elección de Eugenio Pacelli como Pío XII (2 de marzo de 1939):
- Habemus papam del papa Pío XII.
- Vida del papa Pío XII (Vídeo) (1.ª parte).
- Vida del papa Pío XII (Vídeo) (2.ª parte).
- Vida del papa Pío XII (Vídeo) (3.ª parte).

Nicola Canali anunciando la elección de Angelo Giuseppe Roncalli como Juan XXIII (28 de octubre de 1958):
- Habemus papam del papa Juan XXIII.

Alfredo Ottaviani anunciando la elección de Giovanni Battista Montini como Pablo VI (21 de junio de 1963):
- Habemus papam del papa Pablo VI.
- Habemus papam del papa Pablo VI (vídeo).
- Vida de Pablo VI (Vídeo 2). Subtítulos en inglés y audio en italiano.

Pericle Felici anunciando la elección de Albino Luciani como Juan Pablo I (26 de agosto de 1978):
- Habemus papam del papa Juan Pablo I.
- Habemus papam del papa Juan Pablo I (vídeo).

Pericle Felici anunciando la elección de Karol Wojtyła como Juan Pablo II (16 de octubre de 1978):
- Habemus papam del papa Juan Pablo II (vídeo).
- Habemus papam del papa Juan Pablo II (completo).

Jorge Medina Estévez anunciando la elección de Joseph Ratzinger como Benedicto XVI (19 de abril de 2005):
- Habemus papam del papa Benedicto XVI (vídeo).
- Plaza de San Pedro (vídeo sin editar).

Jean-Louis Tauran anunciando la elección de Jorge Mario Bergoglio como Francisco (13 de marzo de 2013):
- Habemus papam de Francisco (vídeo)

Dominique Mamberti anunciando la elección de Robert Francis Prevost como León XIV (8 de mayo de 2025):
- Habemus papam de León XIV (video)

Vídeo de la elección de los últimos siete papas:
- Elección de los últimos siete papas (vídeo).